# Ptilogyna (Ctenogyna) bicolor
Ptilogyna (Ctenogyna) bicolor is een tweevleugelige uit de familie langpootmuggen (Tipulidae). De soort komt voor in het Australaziatisch gebied.